# تایمز نیو رومن
تایمز نیو رومن (به انگلیسی: Times New Roman) یک تایپوگرافی با قلم سریف است که به سفارش روزنامه بریتانیایی تایمز در سال ۱۹۳۱ مورد استفاده قرار گرفت، تایمز نیو رومن توسط استنلی موریسون، مشاور هنری شعبه بریتانیایی شرکت تجهیزات چاپ مونو تایپ و با همکاری ویکتور لاردن، هنرمند نویسه‌گردانی در بخش تبلیغات تایمز طراحی شد. این تایپ‌فیس به یکی از محبوب‌ترین تایپوگرافی‌ها تبدیل شده‌است و بر روی اکثر رایانه‌های شخصی نصب می‌شود.
موریسون که از او خواسته شد در مورد طراحی مجدد راهنمایی کند، توصیه کرد که تایمز تایپوگرافی خود را از چهره‌ای دوک‌دار متعلق به سده نوزدهم میلادی به طرحی قوی‌تر و محکم‌تر تغییر دهد و به سنت‌های چاپی سده هجدهم میلادی و قبل از آن بازگردد. این طراحی با روند رایج در سلیقه چاپ آن دوره مطابقت داشت. موریسون یک تایپ قدیمی‌تر مونو تایپ به نام تایپ‌فیس پلاتین را به عنوان پایه برای طراحی پیشنهاد کرد آنچنانکه تایمز نیو رومن بیشتر با ابعاد پلاتین مطابقت داشته باشد. تغییر اصلی این بود که کنتراست در سرکش گذاشتن برای ارائه تصویر واضح‌تر افزایش یافت. طرح جدید اولین بار در ۳ اکتبر ۱۹۳۲ در انتشار تایمز به نمایش درآمد. یک سال بعد، این طرح برای فروش تجاری منتشر شد. در نام تایمز نیو رومن، واژه رومن اشاره‌ای به سبک معمولی یا رومی (گاهی اوقات آنتیکوا نیز نامیده می‌شود)، اولین بخشی از خانواده تایمز نیو رومن که طراحی شد، نوع قلم رومی ریشه در چاپ ایتالیایی اواخر قرن ۱۵ و اوایل قرن ۱۶ داشت، اما طراحی تایمز نیو رومن هیچ ارتباطی با روم یا رومیان ندارد.